# فرانک لو نورمان
فرانک لو نورمان (فرانسوی: Franck Le Normand‎؛ زادهٔ ۲۲ نوامبر ۱۹۳۱) دوچرخه‌سوار اهل فرانسه است.